# The Journal of Law, Economics, and Organization
The Journal of Law, Economics, and Organization (JLEO) ist eine wirtschaftswissenschaftliche Fachzeitschrift, deren Schwerpunkt die Schnittmenge zwischen Rechts- und Wirtschaftswissenschaften ist. JLEO wird durch den Verlag Oxford University Press in dessen Zeitschriftenreihe Oxford Journals mit einer Frequenz von vier Ausgaben pro Jahr herausgegeben.

## Geschichte
Das Journal of Law, Economics, and Organization wurde erstmals 1985 publiziert, damals allerdings nur mit einer Frequenz von zwei Ausgaben pro Jahr. Später stieg die jährliche Anzahl an Publikationen im Jahr 2007 auf drei und 2012 auf vier Ausgaben pro Jahr. Der erste Redakteur und gegenwärtiger Ehrenredakteur ist der bekannte Institutionenökonom Oliver Williamson.
In Erinnerung an ihn vergibt das Journal seit 2011 den Williamson-Preis, der mit 1500 US$ dotiert ist. Damit wird jährlich die originellste und innovativste Publikation des Vorjahres gekürt. Das Auswahlkomitee besteht aus dem Redakteur und den Ko-Redakteuren.

## Inhalte
Das Journal of Law, Economics, and Organization versteht sich als Fachzeitschrift mit interdisziplinärem Ansatz und beabsichtigt die Förderung des Verständnisses vieler komplexer Phänomene durch deren Analyse mittels einer Kombination aus rechtswissenschaftlicher, wirtschaftswissenschaftlicher und organisationstheoretischer Perspektive. In dieser Verbindung wird der Begriff Organisation breit verwendet, so dass er Themenfelder aus den Bereichen Politikwissenschaft, Psychologie und Soziologie beinhaltet. Des Weiteren hält die Zeitschrift die Untersuchung von Institutionen – insbesondere ökonomische, legale und politische Institutionen – für überaus wichtig und fördert entsprechende Analysen.

## Redaktion
Die Redaktion des Journal of Law, Economics, and Organization wird derzeit (2015) von Wouter Dessein geführt. Ihm zur Seite stehen die sechs Ko-Redakteure Andrew Daughety, Lee Epstein, Raymond Fisman, Daniel Ho, Daniel Paravisini, Joel Watson und Julie Wulf, eine Redaktionsassistenz, sowie eine 31-köpfiger Redaktionsrat.

## Rezeption
In einer Studie von Kalaitzidakis et al. (2003) belegte das Journal of Law, Economics, and Organization Platz 48 von 159 ausgewerteten Publikationen, und erreichte in einer aktualisierten Studie von Kalaitzidakis et al. (2011) erneut Platz 48, diesmal allerdings von 209 verglichenen Publikationen. Im wirtschaftswissenschaftlichen Publikationsranking des Tinbergen-Instituts an der Universität Amsterdam wird das Journal of Law, Economics, and Organization in der Kategorie A („sehr gute allgemeine wirtschaftswissenschaftliche Fachzeitschriften und Spitzenzeitschriften im jeweiligen Fachgebiet“) geführt. Eine weitere Studie der französischen Ökonomen Pierre-Phillippe Combes und Laurent Linnemer listet das Journal mit Rang 39 von 600 wirtschaftswissenschaftlichen Zeitschriften in die drittbeste Kategorie A ein.